# Gran Premio motociclistico della Repubblica Ceca 2012
Il Gran Premio motociclistico della Repubblica Ceca 2012 è stato il dodicesimo Gran Premio della stagione 2012. Le gare si sono disputate il 26 agosto 2012 sul circuito di Brno. Nelle tre classi i vincitori sono stati rispettivamente: Daniel Pedrosa in MotoGP, Marc Márquez in Moto2 e Jonas Folger in Moto3.

## MotoGP
Casey Stoner e Nicky Hayden, infortunatisi nel corso della sessione di qualifiche a Indianapolis, non partecipano al Gran Premio e non vengono sostituiti. Toni Elías come nelle gare precedenti sostituisce Héctor Barberá.

### Arrivati al traguardo
| Pos. | Nº | Pilota           | Squadra                   | Motocicletta       | Giri | Tempo     | Griglia | Punti |
| ---- | -- | ---------------- | ------------------------- | ------------------ | ---- | --------- | ------- | ----- |
| 1º   | 26 | Daniel Pedrosa   | Repsol Honda              | Honda RC213V       | 22   | 42:51.570 | 3       | 25    |
| 2º   | 99 | Jorge Lorenzo    | Yamaha Factory Racing     | Yamaha YZR-M1      | 22   | +0.178    | 1       | 20    |
| 3º   | 35 | Cal Crutchlow    | Monster Yamaha Tech 3     | Yamaha YZR-M1      | 22   | +12.343   | 2       | 16    |
| 4º   | 4  | Andrea Dovizioso | Monster Yamaha Tech 3     | Yamaha YZR-M1      | 22   | +18.591   | 5       | 13    |
| 5º   | 6  | Stefan Bradl     | LCR Honda                 | Honda RC213V       | 22   | +25.582   | 7       | 11    |
| 6º   | 19 | Álvaro Bautista  | San Carlo Honda Gresini   | Honda RC213V       | 22   | +29.451   | 8       | 10    |
| 7º   | 46 | Valentino Rossi  | Ducati Team               | Ducati Desmosedici | 22   | +34.514   | 6       | 9     |
| 8º   | 14 | Randy de Puniet  | Power Electronics Aspar   | ART                | 22   | +1:04.285 | 10      | 8     |
| 9º   | 17 | Karel Abraham    | Cardion AB Motoracing     | Ducati Desmosedici | 22   | +1:08.278 | 9       | 7     |
| 10º  | 41 | Aleix Espargaró  | Power Electronics Aspar   | ART                | 22   | +1:09.972 | 11      | 6     |
| 11º  | 24 | Toni Elías       | Pramac Racing             | Ducati Desmosedici | 22   | +1:10.003 | 13      | 5     |
| 12º  | 68 | Yonny Hernández  | Avintia Blusens           | BQR                | 22   | +1:24.040 | 12      | 4     |
| 13º  | 5  | Colin Edwards    | NGM Mobile Forward Racing | Suter              | 22   | +1:27.898 | 15      | 3     |
| 14º  | 51 | Michele Pirro    | San Carlo Honda Gresini   | FTR                | 22   | +1:36.165 | 14      | 2     |
| 15º  | 77 | James Ellison    | Paul Bird Motorsport      | ART                | 22   | +1:40.565 | 17      | 1     |
| 16º  | 54 | Mattia Pasini    | Speed Master              | ART                | 22   | +1:41.226 | 16      |       |
| 17º  | 9  | Danilo Petrucci  | Came IodaRacing Project   | Ioda               | 21   | +1 giro   | 19      |       |

### Ritirati
| Nº | Pilota     | Squadra               | Motocicletta  | Giri | Griglia |
| -- | ---------- | --------------------- | ------------- | ---- | ------- |
| 22 | Iván Silva | Avintia Blusens       | BQR           | 9    | 18      |
| 11 | Ben Spies  | Yamaha Factory Racing | Yamaha YZR-M1 | 8    | 4       |

## Moto2
Nel Gran Premio di Francia Anthony West era risultato positivo a controlli antidoping, per tale motivo il 31 ottobre 2012 dopo il GP d'Australia è stata presa la decisione di annullare il risultato ottenuto in Francia e di squalificarlo per un mese, cosa che non gli ha permesso di partecipare all'ultima tappa del campionato 2012, a Valencia. In seguito, il 28 novembre 2013, vengono annullati tutti i suoi risultati ottenuti nei 17 mesi successivi al GP di Francia della stagione precedente, fra cui quello di questa gara.

### Arrivati al traguardo
| Pos. | Nº | Pilota               | Squadra                   | Motocicletta       | Giri | Tempo     | Griglia | Punti |
| ---- | -- | -------------------- | ------------------------- | ------------------ | ---- | --------- | ------- | ----- |
| 1º   | 93 | Marc Márquez         | Catalunya Caixa Repsol    | Suter MMX          | 20   | 41:19.178 | 4       | 25    |
| 2º   | 12 | Thomas Lüthi         | Interwetten-Paddock       | Suter MMX          | 20   | +0.061    | 2       | 20    |
| 3º   | 40 | Pol Espargaró        | Pons 40 HP Tuenti         | Kalex              | 20   | +0.440    | 1       | 16    |
| 4º   | 29 | Andrea Iannone       | Speed Master              | Speed Up           | 20   | +0.510    | 6       | 13    |
| 5º   | 3  | Simone Corsi         | Came IodaRacing Project   | FTR                | 20   | +10.319   | 5       | 11    |
| 6º   | 15 | Alex De Angelis      | NGM Mobile Forward Racing | FTR                | 20   | +10.643   | 18      | 10    |
| 7º   | 5  | Johann Zarco         | JIR Moto2                 | Motobi             | 20   | +10.717   | 10      | 9     |
| 8º   | 38 | Bradley Smith        | Tech 3 Racing             | Tech 3 Mistral 610 | 20   | +10.873   | 15      | 8     |
| 9º   | 36 | Mika Kallio          | Marc VDS Racing           | Kalex              | 20   | +11.047   | 12      | 7     |
| 10º  | 80 | Esteve Rabat         | Pons 40 HP Tuenti         | Kalex              | 20   | +11.517   | 16      | 6     |
| 11º  | 60 | Julián Simón         | Blusens Avintia           | Suter MMX          | 20   | +12.388   | 17      | 5     |
| 12º  | 18 | Nicolás Terol        | Mapfre Aspar              | Suter MMX          | 20   | +12.603   | 8       | 4     |
| 13º  | 81 | Jordi Torres         | Mapfre Aspar              | Suter MMX          | 20   | +14.896   | 13      | 3     |
| 14º  | 77 | Dominique Aegerter   | Technomag-CIP             | Suter MMX          | 20   | +17.772   | 9       | 2     |
| 15º  | 49 | Axel Pons            | Pons 40 HP Tuenti         | Kalex              | 20   | +17.848   | 11      | 1     |
| 16º  | 63 | Mike Di Meglio       | Cresto Guide MZ Racing    | MZ-RE Honda        | 20   | +17.906   | 14      |       |
| 17º  | 30 | Takaaki Nakagami     | Italtrans Racing          | Kalex              | 20   | +18.495   | 7       |       |
| 18º  | 72 | Yūki Takahashi       | NGM Mobile Forward Racing | FTR                | 20   | +30.630   | 22      |       |
| 19º  | 44 | Roberto Rolfo        | Technomag-CIP             | Suter MMX          | 20   | +34.765   | 27      |       |
| 20º  | 14 | Ratthapark Wilairot  | Thai Honda PTT Gresini    | Suter MMX          | 20   | +34.892   | 20      |       |
| 21º  | 4  | Randy Krummenacher   | GP Team Switzerland       | Kalex              | 20   | +36.981   | 23      |       |
| 22º  | 23 | Marcel Schrötter     | Desguaces La Torre SAG    | Bimota HB4         | 20   | +54.677   | 24      |       |
| 23º  | 8  | Gino Rea             | Federal Oil Gresini       | Suter MMX          | 20   | +1:19.583 | 26      |       |
| 24º  | 22 | Alessandro Andreozzi | S/Master Speed Up         | Speed Up           | 20   | +1:23.216 | 28      |       |
| 25º  | 57 | Eric Granado         | JIR Moto2                 | Motobi             | 20   | +1:25.144 | 30      |       |
| 26º  | 82 | Elena Rosell         | QMMF Racing               | Speed Up           | 20   | +1:32.208 | 31      |       |

### Ritirati
| Nº | Pilota          | Squadra          | Motocicletta       | Giri | Griglia |
| -- | --------------- | ---------------- | ------------------ | ---- | ------- |
| 71 | Claudio Corti   | Italtrans Racing | Kalex              | 18   | 19      |
| 19 | Xavier Siméon   | Tech 3 Racing    | Tech 3 Mistral 610 | 11   | 21      |
| 10 | Marco Colandrea | SAG Team         | FTR                | 11   | 29      |
| 45 | Scott Redding   | Marc VDS Racing  | Kalex              | 0    | 3       |

### Squalificato
| Nº | Pilota       | Squadra     | Motocicletta | Giri | Tempo   | Griglia |
| -- | ------------ | ----------- | ------------ | ---- | ------- | ------- |
| 95 | Anthony West | QMMF Racing | Speed Up     | 20   | +34.634 | 25      |

### Non partiti
| Nº | Pilota          | Squadra          | Motocicletta |
| -- | --------------- | ---------------- | ------------ |
| 76 | Max Neukirchner | Kiefer Racing    | Kalex        |
| 88 | Ricard Cardús   | Arguiñano Racing | AJR          |

## Moto3
Jack Miller e Danny Webb, infortunatisi nel Gran Premio precedente, non partecipano al Gran Premio e vengono sostituiti rispettivamente da Michael Ruben Rinaldi e Miroslav Popov, mentre Alberto Moncayo sostituisce in via definitiva Iván Moreno. Niklas Ajo, come già accaduto in Portogallo, è costretto a saltare il Gran Premio per squalifica: infatti a seguito di una caduta con altri piloti nelle prime fasi della gara ad Indianapolis aveva spintonato Adrián Martín e una volta ripartito era stato fermato dalla direzione gara con la bandiera nera per comportamento antisportivo; la sua moto viene anche in questo caso affidata a Joan Olivé. In questo Gran Premio sono iscritti anche due piloti in qualità di wildcard, vale a dire John McPhee su KRP Honda e Luca Grünwald su Honda, rispettivamente alla terza e seconda presenza stagionale.

### Arrivati al traguardo
| Pos. | Nº | Pilota             | Squadra                        | Motocicletta     | Giri | Tempo     | Griglia | Punti |
| ---- | -- | ------------------ | ------------------------------ | ---------------- | ---- | --------- | ------- | ----- |
| 1º   | 94 | Jonas Folger       | Mapfre Aspar                   | Kalex KTM        | 19   | 43:03.089 | 10      | 25    |
| 2º   | 39 | Luis Salom         | RW Racing GP                   | Kalex KTM        | 19   | +5.918    | 5       | 20    |
| 3º   | 11 | Sandro Cortese     | Red Bull KTM Ajo               | KTM RC 250 GP    | 19   | +5.963    | 2       | 16    |
| 4º   | 25 | Maverick Viñales   | Blusens Avintia                | FTR M3 Honda     | 19   | +6.091    | 1       | 13    |
| 5º   | 42 | Álex Rins          | Estrella Galicia 0,0           | Suter MMX3 Honda | 19   | +6.490    | 8       | 11    |
| 6º   | 84 | Jakub Kornfeil     | Redox-Ongetta-Centro Seta      | FTR M3 Honda     | 19   | +6.572    | 7       | 10    |
| 7º   | 52 | Danny Kent         | Red Bull KTM Ajo               | KTM RC 250 GP    | 19   | +8.421    | 9       | 9     |
| 8º   | 5  | Romano Fenati      | Team Italia FMI                | FTR M3 Honda     | 19   | +13.382   | 13      | 8     |
| 9º   | 44 | Miguel Oliveira    | Estrella Galicia 0,0           | Suter MMX3 Honda | 19   | +13.909   | 21      | 7     |
| 10º  | 19 | Alessandro Tonucci | Team Italia FMI                | FTR M3 Honda     | 19   | +22.466   | 12      | 6     |
| 11º  | 55 | Héctor Faubel      | Mapfre Aspar                   | Kalex KTM        | 19   | +25.974   | 6       | 5     |
| 12º  | 23 | Alberto Moncayo    | Andalucia JHK t-shirt Laglisse | FTR M3 Honda     | 19   | +26.013   | 14      | 4     |
| 13º  | 26 | Adrián Martín      | JHK t-shirt Laglisse           | FTR M3 Honda     | 19   | +26.549   | 15      | 3     |
| 14º  | 61 | Arthur Sissis      | Red Bull KTM Ajo               | KTM RC 250 GP    | 19   | +26.708   | 20      | 2     |
| 15º  | 17 | John McPhee        | Racing Steps Foundation KRP    | KRP Honda        | 19   | +29.753   | 19      | 1     |
| 16º  | 10 | Alexis Masbou      | Caretta Technology             | Honda NSF250R    | 19   | +32.949   | 17      |       |
| 17º  | 96 | Louis Rossi        | Racing Team Germany            | FTR M3 Honda     | 19   | +35.869   | 16      |       |
| 18º  | 6  | Joan Olivé         | TT Motion Events Racing        | KTM RC 250 GP    | 19   | +40.433   | 24      |       |
| 19º  | 43 | Luca Grünwald      | Freudenberg Racing             | Honda NSF250R    | 19   | +40.951   | 26      |       |
| 20º  | 41 | Brad Binder        | RW Racing GP                   | Kalex KTM        | 19   | +41.125   | 23      |       |
| 21º  | 12 | Álex Márquez       | Ambrogio Next Racing           | Suter MMX3 Honda | 19   | +41.271   | 18      |       |
| 22º  | 30 | Giulian Pedone     | Ambrogio Next Racing           | Suter MMX3 Honda | 19   | +45.814   | 32      |       |
| 23º  | 27 | Niccolò Antonelli  | San Carlo Gresini              | FTR M3 Honda     | 19   | +55.417   | 4       |       |
| 24º  | 53 | Jasper Iwema       | Moto FGR                       | FGR Honda        | 19   | +1:25.801 | 27      |       |
| 25º  | 7  | Efrén Vázquez      | JHK t-shirt Laglisse           | FTR M3 Honda     | 19   | +1:39.559 | 11      |       |
| 26º  | 51 | Kenta Fujii        | Technomag-CIP-TSR              | TSR Honda        | 19   | +1:44.620 | 30      |       |
| 27º  | 3  | Luigi Morciano     | Ioda Team Italia               | Ioda             | 19   | +2:17.928 | 28      |       |
| 28º  | 80 | Armando Pontone    | IodaRacing Project             | Ioda             | 18   | +1 giro   | 31      |       |

### Ritirati
| Nº | Pilota                | Squadra            | Motocicletta   | Giri | Griglia |
| -- | --------------------- | ------------------ | -------------- | ---- | ------- |
| 63 | Zulfahmi Khairuddin   | AirAsia-Sic-Ajo    | KTM RC 250 GP  | 14   | 3       |
| 95 | Miroslav Popov        | Mahindra Racing    | Mahindra MGP3O | 14   | 29      |
| 71 | Michael Ruben Rinaldi | Caretta Technology | Honda NSF250R  | 11   | 25      |
| 9  | Toni Finsterbusch     | MZ Racing          | Honda NSF250R  | 10   | 22      |

### Non partiti
| Nº | Pilota           | Squadra             | Motocicletta   |
| -- | ---------------- | ------------------- | -------------- |
| 20 | Riccardo Moretti | Mahindra Racing     | Mahindra MGP3O |
| 32 | Isaac Viñales    | Ongetta-Centro Seta | FTR M3 Honda   |
| 89 | Alan Techer      | Technomag-CIP-TSR   | TSR Honda      |